# ماجراهای خرگوش آمریکایی
ماجراهای خرگوش آمریکایی (انگلیسی: The Adventures of the American Rabbit) فیلمی در ژانر فانتزی به کارگردانی فرد وولف است که در سال ۱۹۸۶ منتشر شد. از بازیگران آن می‌توان به بری گوردون، کنت مارس، باب هالت، و هل اسمیت اشاره کرد.